# Roberto Cicciomessere
Roberto Cicciomessere (n. 30 octombrie 1946, Bozen, Italia – d. 26 mai 2023, Roma, Italia) a fost un politician italian, care a fost deputat în Parlamentul European. 